# Graphium aristeus
Espèce
Graphium aristeus ou Porte-épée à chaîne est une espèce de lépidoptères appartenant à la famille des Papilionidae.
- Répartition : Asie du Sud et du sud.

## Galerie

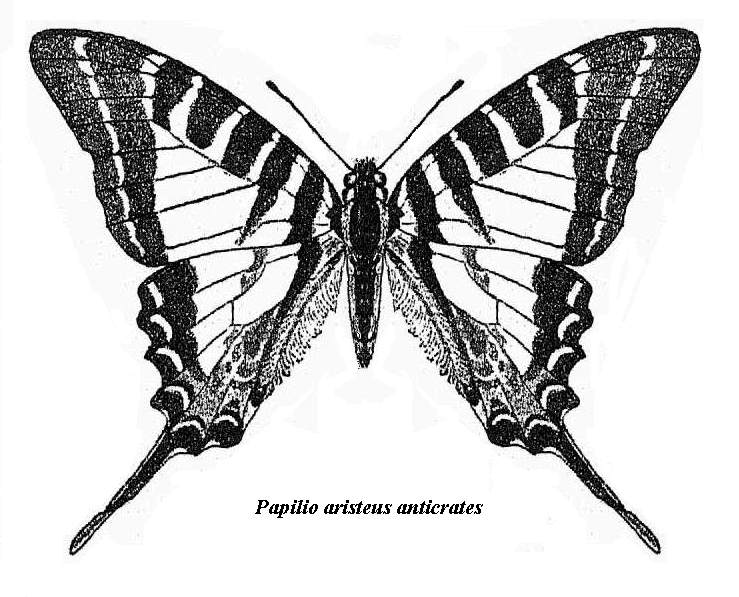
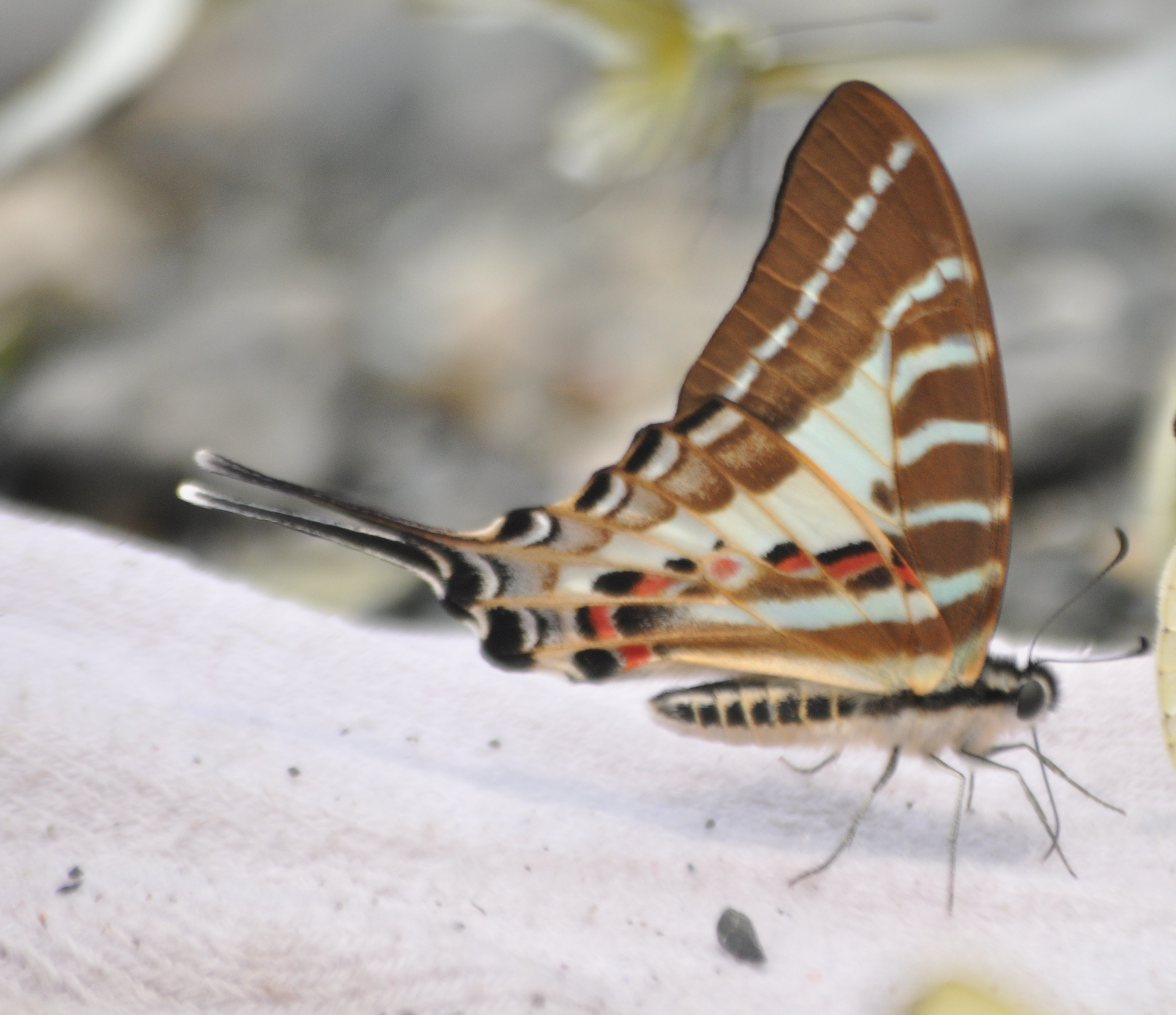